# Seznam televizních seriálů na Stream.cz

## Drama
| Název    | Žánr             | Od   | Do   | Počet epizod      | Stav       | Poznámka |
| -------- | ---------------- | ---- | ---- | ----------------- | ---------- | -------- |
| Semestr  | komediální drama | 2016 | 2016 | 1 řada, 6 epizod  | ukončeno   | –        |
| Pěstírna | thriller         | 2017 | 2017 | 1 řada, 10 epizod | odvysíláno | –        |

## Komedie
| Název                 | Žánr                               | Od   | Do    | Počet epizod      | Stav       | Poznámka                                                                           |
| --------------------- | ---------------------------------- | ---- | ----- | ----------------- | ---------- | ---------------------------------------------------------------------------------- |
| Gynekologoie 2        | komedie                            | 2007 | 2007  | 1 řada, 24 epizod | ukončeno   | –                                                                                  |
| Alles Gute            | komedie                            | 2009 | 2009  | 1 řada, 12 epizod | ukončeno   | navázání na seriál Česká soda (1998)                                               |
| Kancelář Blaník       | sitcom / satira                    | 2014 | 2017  | 5 řad, 75 epizod  | odvysíláno | do počtu epizod jsou započteny i speciály předchůdce filmu Prezident Blaník (2018) |
| Autobazar Monte Karlo | sitcom                             | 2015 | 2016  | 2 řady, 23 epizod | ukončeno   | –                                                                                  |
| Pizza Boy             | komedie                            | 2015 | 2015  | 1 řada, 12 epizod | ukončeno   | –                                                                                  |
| Luxus na talíři       | komedie / dokumentární / parodický | 2016 | 2016  | 1 řada, 10 epizod | ukončeno   | –                                                                                  |
| Vaříme s Mírou        | komedie / dokumentární / parodický | 2016 | 2017  | 4 řady, 30 epizod | odvysíláno | seriál volně pokračuje sériemi s různými názvy na stejném profilu                  |
| Žrouti                | komedie / horor                    | 2016 | 2016  | 1 řada, 10 epizod | ukončeno   | společné pokračování Luxusu na talíři (2016) a Vaříme s Mírou (2016)               |
| Cuky Luky             | skečová komedie / parodický        | 2017 | 2017  | 1 řada, 24 epizod | odvysíláno | předchůdce filmu Cuky a Luky Film (2017)                                           |
| České moře            | komedie / dokumentární / parodický | 2017 | 2017  | 1 řada, 9 epizod  | odvysíláno | –                                                                                  |
| Fízlárna              | sitcom                             | 2017 | 2017  | 1 řada, 6 epizod  | odvysíláno | –                                                                                  |
| Kafe & Cigárko        | komedie                            | 2017 | 2017  | 1 řada, 6 epizod  | odvysíláno | –                                                                                  |
| Krmelec U Muflona     | sitcom                             | 2017 | 2018  | 1 řada, 10 epizod | odvysíláno | –                                                                                  |
| Kadeřnictví           | sitcom                             | 2018 | dosud | 1 řada, 20 epizod | vysílá se  |                                                                                    |
| Štafl                 | komedie                            | 2018 | dosud | 1 řada, 9 epizod  | vysílá se  |                                                                                    |

## Animovaný
| Název             | Žánr                                    | Od   | Do    | Počet epizod      | Stav       | Poznámka |
| ----------------- | --------------------------------------- | ---- | ----- | ----------------- | ---------- | -------- |
| Mrazivá tajemství | komediální drama / horor / dokumentární | 2016 | 2018  | 3 řady, 20 epizod | odvysíláno | –        |
| Chrocht!          | komedie                                 | 2017 | dosud | 1 řada, 8 epizod  | vysílá se  | –        |

## Dětské seriály
| Název                                    | Žánr                | Od   | Do   | Počet epizod      | Stav       | Poznámka                                     |
| ---------------------------------------- | ------------------- | ---- | ---- | ----------------- | ---------- | -------------------------------------------- |
| Špekáček a Feferonka – Příběhy z lednice | animovaný / pohádka | 2016 | 2017 | 2 řady, 20 epizod | odvysíláno | –                                            |
| Živě z mechu                             | loutkový / pohádka  | 2016 | 2016 | 1 řada, 6 epizod  | ukončeno   | pokračování k filmu Až po uši v mechu (2016) |